# 筑前煮

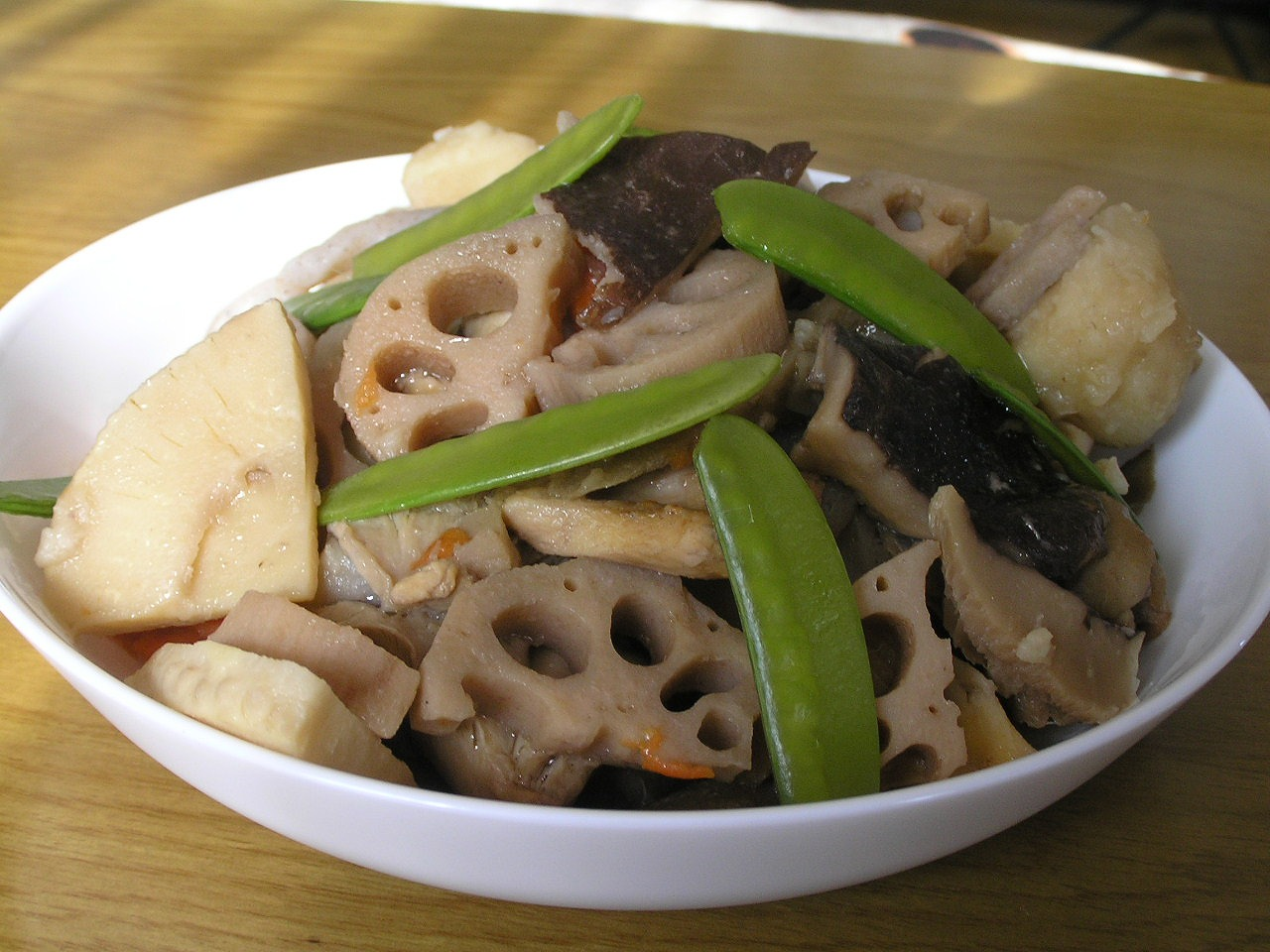
正月に食卓に並んだがめ煮（筑前煮）

筑前煮（日语：／），日文又稱がめ煮（がめに）、炒り鶏（いりどり）、筑前炊き（ちくぜんだき），是九州北部地方（主要是福岡縣舊筑前國區域，有時也泛指福岡縣全縣與佐賀縣）的代表性鄉土料理。

## 概要
菜名源自於博多方言的「がめくり込む」（意似「總匯」），另一說是使用博多灣的烏龜（カメ）作為食材而稱為「がめ煮」。另外，傳聞文祿之役時，出征朝鮮的士兵將當時稱作「どぶがめ」的鱉作為食材而得名。
現在的筑前煮使用雞肉作為食材。是正月料理與宴席不可或缺的地方料理，並與水炊鍋一同以福岡縣的鄉土料理入選農山漁村鄉土料理百選。2006年總務省家計調査中指出，福岡市的雞肉與牛蒡消費量位居全國第一，被認為是筑前煮的影響。2008年，雞肉消費以些微差距次於大分市名列全國第二。
福岡縣久留米市在2006年10月制定的久留米市食品、農業、農村基本計畫中，計畫在2014年度要讓65%的市民能料理筑前煮。
筑前煮是陸上自衛隊的戰鬥糧食之一。

## 作法
一開始先炒所有食材。這點也是與其他都道府縣的煮物最大的不同之處。接著加入日式高湯、泡香菇的水、酒、醬油、味醂、砂糖於鍋中，並與切塊附骨雞肉一同熬煮。之後再加入切塊的香菇、蒟蒻、牛蒡、蓮藕、胡蘿蔔、蘿蔔、竹筍等蔬菜，在顏色變深後加入芋頭煮軟。蔬菜隨著季節有所不同，不過福岡縣福岡市的志賀島有食材種類必為奇數的習俗。另外，也有加入薑、或是裝盤前加入豌豆莢的作法。
過去曾使用「はいお（旗魚塊）」（博多）、兔肉、鯨肉（筑紫平野）作為雞肉的替代品。另外也有將油炸豆皮替代雞肉（博多）或不放肉類（筑後地方）的作法。

## 名稱
一般而言，「筑前煮」是九州地方以外的稱呼。「筑前煮」的名稱普遍出現在公立學校午餐中，作為鄉土料理的一環散播至全國。